# Rhagoletis tomatis
Rhagoletis tomatis är en tvåvingeart som beskrevs av Foote 1981. Rhagoletis tomatis ingår i släktet Rhagoletis och familjen borrflugor. Inga underarter finns listade i Catalogue of Life.